# 魔界戦記ディスガイア4
『魔界戦記ディスガイア4』（まかいせんきディスガイアフォー）は、日本一ソフトウェアから2011年2月24日発売のPlayStation 3用のシミュレーションRPGソフト。

## 概要
魔界戦記ディスガイアシリーズの4作目。従来のドット絵から進化した、高精細なドット絵グラフィックが採用されている。従来のドット絵との切り替えも可能。
2011年10月27日に登場キャラクター・フーカとデスコを主人公とした『魔界戦記ディスガイア4 フーカ&デスコ編はじめました。』が発売された。1本に『ディスガイア4』と『フーカ&デスコ編』の両方が入っている「通常版」、『ディスガイア4』本編のソフトを起動に必要とする「数量限定アペンド版」、PlayStation Storeで購入できる「ダウンロードコンテンツ」の3つの形態で販売される。
2014年1月30日にPlayStation Vita用にリメイクされた『魔界戦記ディスガイア4 Return』が発売された。2019年10月31日には、2018年末に行われたアンケートの結果に鑑み、同作品のPlayStation 4およびNintendo Switch版が発売された。2020年9月10日にPC版がSteam、Microsoft Store（Xbox Game Pass PC対応）で配信された。

## システム
ストーリーは「政治」をテーマにしており、システムにも政治ネタがちりばめられている。
装備した装備品に対するパラメータ上昇割合を決める「装備適正」がこれまでと違い、限界まで成長させることができるようになった。このため、やり込みさえすれば、最終的にはどのキャラクターでも能力値上の差異がなくなった。
戦挙事務所
戦闘に勝利することで「戦挙区」が1マス手に入る。戦挙区を広げることでキャラメイクで作成できる人数が1マスごとに増え、またここにキャラクターや「邪シンボル」を配置することで、戦闘に様々な効果を及ぼす。
拠点エディット
拠点の外観やキャラクター配置などを自由に作り替えられる。
戦闘
前作と比べ、魔物キャラを武器化する魔チェンジが強化された。
そのほか、タワー状態での移動が可能になったり、魔物キャラ同士が合体して巨大化する怒ッキングが使えるようになった。また、魔チェンジは特定の条件をクリアすると二刀流が可能になる。
キャラメイク
多数の職業・モンスターを仲間にすることができる。
魔ビリティー
キャラクターごとに備わっている特殊能力。魔ビリティーには、各職業・モンスターの種類ごとに固有のものと、習得後、自由に付け外しが可能なものの2種類がある。
アイテム界
アイテムごとに存在する世界に潜り、そのアイテムの能力を上げていくシステム。本作では新システム「分岐ルート」が加えられており、選択したルートによってアイテムの能力上昇率がアップしたり、「イノセント」の効果がアップしたりする。
界賊
アイテム界に「界賊船」に乗って乱入する集団。倒すと界賊船のパーツを手に入れることができ、集めることで自分でも界賊船を作成することができる。作成した界賊船は前作と同様、自身でも界賊行為を行う「逆界賊」時に使用する。
インターネット要素
自分のキャラクターデータをネット上に流すと他のプレイヤーのアイテム界に界賊として出現するほか、害務大臣にしたキャラクターは他所の議会に乱入して事前に支持した行動パターンに従って議決を妨害したり賄賂を貰ってきたり、暴衛大臣にしたキャラクターは他のプレイヤーの戦闘に乱入して味方になってくれる。
マップエディット機能も搭載され、作ったマップデータを配信することもできる。

## あらすじ
かつて人間は魔物などの「闇」を恐れていたが、いつしか闇ではなく人間そのものを恐れるようになっていた。
罪を犯した人間の魂は魔界の最下層にある監獄「地獄」にあるプリニー生産工場でプリニーに加工される。そして地獄でプリニーとしての教育を受けた上で魔界や天界に出荷され、善行や労働によって罪を償う。ところが近年、人間界では魔界政腐が人間たちを恐怖で支配するのを怠り、さらに犯罪や戦争、人為的なミスなどで罪を犯す者が急増し、それに伴ってプリニーも雪だるま式に急増。結果、景気や労働、人口、教育などの問題や、プリニーが絡む犯罪などが増えたばかりでなく、ついにはプリニーの体の材料すら不足する事態に陥ってしまった。
かつて暴君と呼ばれ恐れられていた吸血鬼ヴァルバトーゼは、現在は訳あって以前の力を失い、やり手がいない閑職であるプリニー教育係に身をやつしていた。ポジティブシンキングで現状に納得しようとしていたヴァルバトーゼだが、ある日、出荷直前のプリニーたちに餞別のイワシを与えようとしたところ、突如プリニーたちを攫われてしまう。餞別のイワシを与えるという約束を果たすべく執事のフェンリッヒと共にプリニーたちを奪還したヴァルバトーゼは、政腐が増えすぎたプリニーを「処分」しようとしていることを知る。
堕落した政腐を打倒すべく、ヴァルバトーゼは世直しを開始する。

## 登場人物
ヴァルバトーゼ
声 - 鈴木達央
本作の主人公。かつて『暴君』と称され名を馳せた吸血鬼であったが、400年以上前に人間界で出会った人間の少女と交わした約束を守り、吸血鬼でありながら魔力の源である血を吸うことを止めた結果、魔力を失って姿も以前と変わり地獄へと追いやられ、魔界でなりたくない職業No1であるプリニー教育係に就く羽目になった。持ち前のポジティブシンキングでプリニー教育係としての使命にも目覚め、フェンリッヒと共にイワシを主食に地獄で機嫌よく暮らしていたが、政腐が下した「プリニー処分」をきっかけに政腐への反逆を決意。堕落した魔界を再教育するという目的で、政拳奪取を目論む。
性格は純粋で前向き。チカラだけでなく知力や統率力も優れるが、長い間地獄に住んでいたために最近の情勢や流行に関しては非常に疎い。契約(約束)の厳守、チカラこそが正義、恐怖による人間への訓戒といった、悪魔本来の生き方・有り方・使命を重要視し、情報操作や人間との取引といった政腐の堕落しきった政策を真っ向から批判するなど、悪魔としての強い責任感とプライドを持つ。一方で、交わした約束を(相手が誰であろうと)意地でも守ろうとしたり、仲間との絆を誰よりも重んじるなど、彼の発想や価値観は悪魔らしからぬところも多く、他の悪魔から異端視されることもある。
プリニー教育係は安月給であったため魚の「イワシ」を毎日食しているうちに大のイワシ好きになり、自身の力の源はイワシであると豪語し、至る場面でその素晴らしさを語る。イワシに関する知識も豊富であり、次回予告では次のストーリー紹介そっちのけでその知識を（無理やりにでも）披露する。
アルティナに出会う以前の彼は「誇り高き悪魔として、人間を恐怖で戒める」ことを責務とし、魔界の権力争いには無関心だった。「仲間や絆を大事にする」という悪魔らしからぬ考えは、時として自分を追い詰める人間の強さの理由とその対策を彼なりに考えた結果たどり着いた考えであった。なお、この暴君時代の彼の力は、毒を盛られても平然としている上にそのことに全く気づかない、銀の弾丸を4発撃ち込まれても平静を装える、魔王クラスの力に耐えられる建物の屋根を結界ごと拳でぶち破る、など、暴君と呼ばれるにふさわしい実力の持ち主だった。これほどの力を持ちながら権力欲を持たないため、彼を快く思わないものが多かった。
魔界戦記ディスガイアシリーズ20周年記念の企画であるキャラクター人気投票ではメインキャラクター部門で1位、全盛期の頃である「暴君ヴァルバトーゼ」はサブキャラクター部門で2位にランクインした。
フェンリッヒ
声 - 羽多野渉
ヴァルバトーゼに執事として仕える狼族の狼人間。狼族らしく月を崇拝している。かつて暴君と呼ばれていた頃からの忠実な下僕であり、「ヴァル様」「閣下」と敬愛を込めて呼び、ドラマCDの彼の説明文には「閣下への忠誠心は半ば狂信的」と書かれるほどヴァルバトーゼに心からの忠誠を誓っている（固有魔ビリティーも全てヴァルバトーゼ関連）。
後先考えずに突き進むヴァルバトーゼを影でサポートする。真っ向からチカラで敵をねじ伏せようとするヴァルバトーゼと違い、罠や策略による敵の排除や、情報収集、諜報を得意とする。性格は冷静で非常に狡賢く、疑い深い。主のためなら主にすら嘘をつく。ヴァルバトーゼには常に敬語を使い、どのような状況でも彼を肯定するが、彼以外の人物に対してはタメ口で高圧的な態度を取る。またその忠誠心故に、本来の実力に見合わない立場に収まっているヴァルバトーゼの現状や、彼の心を乱す存在などを快く思わず、彼に好意を仄めかす女性に対しても牽制を欠かさない。
ヴァルバトーゼに出会う前の彼は自分の野望を叶えてくれる者を探すがてら傭兵をやっており、「月光の牙」と呼ばれる腕利きだった。ある時、ヴァルバトーゼを快く思わない悪魔から彼の暗殺依頼を受けたことが二人の馴れ初めで、「仲間や絆を大事にする」という悪魔らしくない思想や、大きな力を持ちながら魔界の権力闘争に無関心で人間を怖れさせることだけしか考えていないヴァルバトーゼに苛立つも、「全ての人間の畏怖の対象になる」という野望を聞き出したことと、自分の窮地を身を挺して助けてくれたことで自分が仕える相手が見つかった、と考え、主従関係の誓いを立てた。彼自身の野望については「秘密だ」とのこと。
アクターレ獄長
声 - 檜山修之
魔界戦記ディスガイア2で初登場した別魔界の元ダークヒーロー。ヴァルバトーゼの上司で地獄の獄長を務める。権力やチカラを持つ者に対しては媚びへつらい、格下の相手には傲慢な態度を取る日和見主義者。
実は別魔界からこの魔界を自分色に染めるためにやって来た際、上手く事が進まなかったためとりあえず生き残るために典型的な小物を演じたところ、演技に熱が入りすぎて演技であることも本来の目的もすっかり忘れてしまっている。
エミーゼル
声 - 今井麻美
暗殺部隊アバドンのリーダーであり、現魔界大統領の息子。大統領の息子であることを公言し、親の権力を傘に大胆な行動や発言をするが、実際は臆病で勇気や行動力の無い自分にコンプレックスを抱いている。また死神でありながら人間の魂を狩り取ったことが無く、殺人に対して強い拒否感を示す。かつて圧倒的なチカラで魔界を支配した父親と、彼の功績を誇りに思っており、父の意思や政腐の決定には一切疑いを持たず、全て正義だと信じている。
風祭フーカ
声 - 三森すずこ
人間の少女。中学3年生。死んでプリニーになるはずがプリニーの皮の生産が追い付かないという異常事態により、生前の姿にプリニー風の帽子を被せただけの中途半端な格好になってしまっている。自身が死亡した原因を知らず、またプリニーにされる原因である「罪」に思い当たるところが無かったこと、そしてプリニーの労働条件の理不尽な過酷さから、地獄に落ちた事実や、魔界での自分の境遇を全て夢だと思い込んでいる。
ヴァルバトーゼやフェンリッヒと違い純粋な人間で、身体は頑丈で超人的な身体能力を持つが、特殊なチカラは持っていない。しかし、「今起きていることは全て夢」「夢なら何でも自分の思い通りになる」という非常に強い思い込みが、彼女の秘められた潜在能力を引き出しており、悪魔と互角に戦えるほどのチカラを持つ要因となっている。
彼女が地獄に落とされた原因は世界征服の野望を抱いているため。本人は覚えていないが、5歳の頃に「自分の世界征服を手伝ってくれる高性能な妹がほしい」と父である風祭博士にお願いし、その結果デスコとデスゼットが生み出された。その後、風祭博士を父として慕うデスゼットに、風祭博士の愛情を独占していることを妬まれ殺された。本作のバッドエンドの中には彼女のご機嫌取りのために魔界中がスイーツだらけになって滅びる、というものが複数存在する。
思春期の少女らしい性格をしている。しかし、人間であるが故の優しさや好奇心も持ち合わせており、ヴァルバトーゼ一行にとってはムードメーカー的な存在である。
ヴァルバトーゼと会うまでの経緯から、『プリニー 〜オレが主人公でイイんスか?〜』の騒動に巻き込まれた経験がある模様。
デスコ
声 - 水野愛日
正式名称は"最終兵器DESCO"。暗黒殲滅水陸両用戦闘生物の略称である。ラスボスを目的として人間によって創り出されたが、廃棄処分が決定したため、魔界へと捨てられ地獄の特別房に幽閉されてしまう。語尾に「〜デス」とつけて喋る。フーカのことを「おねえさま」と呼び慕うが、その理由については秘密にしている。
アルティナ
声 - 喜多村英梨
約400年前の人間界で、看護師として働いていた少女。戦争の絶えない故郷において、敵国の人間や貧しい者にも別け隔てなく接し、戦争が激化し他の医者や看護師が逃げ出しても一人残り怪我人を助け続けた信念と高潔な精神の持ち主。ヴァルバトーゼ曰く「俺に手を焼かせるほど超清らかな魂の持ち主」。ヴァルバトーゼのことは「吸血鬼さん」と呼んでいた。
悪魔を恐れず、吸血鬼であるヴァルバトーゼにも同情し、自らの血を差し出す代わりに自分以外の人間の血を吸わないように願った。変わった人間であるアルティナに興味を持ったヴァルバトーゼは、悪魔の役目を果たすためにもアルティナを恐怖に陥れてから彼女の血を吸うと告げ、それと同時にその時まで他の誰の血も吸わないこと、約束を果たすまで彼女が死なないように見張ると約束する。だがその約束を交わしてから3日後、敵国の人間をも助けていたことで彼女は人間に殺されてしまう。彼女の死はヴァルバトーゼの人生に大きな影響を与えた。
ブルカノ
声 - 喜多村英梨
天界から違法に流出したお金を還元するという名目で、魔界で略奪行為を行う天使。ゲーム内では「業欲の天使」と呼ばれている。本人はあくまで「徴収」であると主張しているが、徴収の手口が強盗じみており、魔界ではお尋ね者として賞金がかけられている。かつてヴァルバトーゼが出会った人間の少女アルティナに酷似しているが、前述のような略奪行為やお金にがめついその性格は、アルティナのそれとはかけ離れている。
実は彼女こそ死後天使に転生したアルティナ本人。フロンからの指示による任務のために、名前を偽り、金にがめつい性格を演じていた。自分との約束で変わり果てた姿になったヴァルバトーゼのことは当人と話す内に気付いたが、任務のために周囲には黙っていた。しかしひょんなことから正体がばれ、以降はキャラ名欄も「アルティナ」に変わる。
天使となった後、断罪者ネモの誤った行いを正すべく数百年に亘って彼の元を訪れ語りかけていたが、神を信じなくなった彼にその言葉が届くことは1度も無かった。しかし、ヴァルバトーゼたちの協力によってようやく言葉を届けることができた。
スタイルが良いため、作中に登場するある2人のキャラクターからは妬みを言われることも。
プリニー
声 - 間島淳司
魔界におけるヒエラルキーの最下層に位置する悪魔。外観は腐った牛の皮で作られた着ぐるみであり、実体は内部にある人間の魂である。生前に罪を犯した人間は、死後プリニーとなって、罪を償えるだけのヘル（お金）が溜まるまで魔界や天界で働き続けることとなる。教育係であるヴァルバトーゼの影響か、今作におけるプリニーは過去作に比べ責任感が強く、忠誠心の厚い者が多い。ゲーム内における汎用キャラクターとして以外は、フェンリッヒの配下として各地で暗躍する。
天使長フロン
声 - 笹本優子
天界の天使長の1人であり、ブルカノの上司。愛の素晴らしさを伝え広めることを信条としている。来るべき戦いに備え、ブルカノに資金集めを命じる。相変わらずのヒーローものマニアで、集めたお金は自分を模したロボットであるフロンガーXの製作に使われた。
体のスタイルに関して、作中に登場するあるキャラクターに妬みを持つことも。
ハゴス
声 - 江川大輔
現在の魔界大統領でエミーゼルの実父。「死神王」と呼ばれている。暴君時代のヴァルバトーゼに比肩するほどの実力者で、かつて彼と1度戦った時は引き分けだったという。3段階の変身が可能で、変身する度に力が増していくらしい。
しかし現在は、人間側の科学技術の発展のせいで悪魔が人間を恐れさせれば恐れさせるほど人間が悪魔を畏れなくなる、という悪循環と、それを解消するために取引をした断罪者ネモのせいで人間界に畏れエネルギーが独占されてしまったことから本来の実力を出せなくなり、変身もできない状態になっている。
デスゼット
声 - 下田麻美
風祭博士に作られた"最終兵器DESCOパーフェクトバージョン"。容姿はデスコの色違い。デスコの姉妹だが、彼女と異なり口調がかなり悪い。
断罪者ネモ
声 - 山本兼平
人間界の支配者。壮年の男性だが、一人称は「ボク」で少々幼い感じの軽い性格。だが人間を異常なまでに憎んでおり（本人曰く「恨むという言葉だけでは足りない」）、人間への憎悪を口に出す時は別人の如く激昂する。
悪魔は人間の畏れをエネルギー源としており、恐怖によって人間を戒めると共に畏れエネルギーを手に入れている。だが人間の科学技術が悪魔の力を凌駕し、悪魔が恐怖を与えられなくなったことで戒める存在を失った人間社会は徐々に腐敗していき、横行する犯罪行為などが原因となり人間が人間を畏れるようになってしまったことで、畏れエネルギーは人間界に独占されてしまった。そしてネモは畏れエネルギーを餌に魔界をも支配下においている。
元々はアルティナと同じ時代の軍人。任務に失敗して敵国の捕虜となったことで痛めつけられ、自国に戻った後も蔑まれ続け家族さえも奪われた。そして全てを失って彷徨っていたところをアルティナに救われた。だが、彼を匿ったことでスパイの容疑をかけられたアルティナは殺されてしまい、ネモは人間とそれを戒めることもしなかった悪魔と天使への復讐を誓った。その後寿命を迎えた後自分の魂を刈り取りに来た死神を退け、肉体が滅んだ後も魂のみの存在となって世界を滅ぼそうとしている。アルティナは彼を止めるために幾度も語りかけたのだが、信仰心を完全に失ったネモは天使を認識できなくなっていた。
最終的に「恐怖の大王」（その星に住む者の悪意が一定値を超えた時発動する殲滅プログラム）の発動を招いてしまい、恐怖の大王に取り込まれてしまった。しかし、恐怖の大王の内部に乗り込んできたヴァルバトーゼたちによってアルティナの存在を認識し、悪意が晴らされたことで恐怖の大王ごと消滅しかかったが、ヴァルバトーゼたちに救われた。その後、罪を償うために地獄でプリニーとなった。
ラハール
声 - 水橋かおり
エトナ
声 - 半場友恵

## 主題歌
オープニングテーマ「ラストエンゲージ」
作詞 - 穴澤圭二 / 作曲・編曲 - 佐藤天平 / 歌 - 下田麻美 & 長谷川明子
エンディングテーマ「カナリア航海」
作詞 - 大奥竹亜矢 / 作曲・編曲 - 佐藤天平 / 歌 - 三森すずこ

## 特典
予約特典
- 堕天使フロンのプロダクトコード入り特製カード。

初回特典
- ヴァイスシュヴァルツ魔界戦記ディスガイア4 PRカード。

限定版同梱物
- ねんどろいどぷち「風祭フーカ」
- 設定資料集
- オリジナルサウンドトラック（佐藤天平作曲）

フーカ&デスコ編 アペンド版
- デスコのフィギュア
- 新シナリオ用の新BGMを収録したCD

## コラボレーション
多数の作品のキャラクターが魔法の演出に登場する。
- アニメイト / 兄沢命斗 - 魔法「オメガファイア」
- ビックリマン / スーパーゼウス - 魔法「オメガスター」
- 狼と香辛料 / ホロ - 魔法「オメガウインド」
- とある魔術の禁書目録 / インデックス - 魔法「オメガヒール」
- ロッテのおもちゃ! / アスタロッテ - 魔法「オメガクール」

このほか次回予告では銀河英雄伝説、さよなら絶望先生など、様々なアニメ作品、漫画のタイトルのパロディが用いられている。

## ダウンロードコンテンツ
今作でもPlayStation Storeから購入・ダウンロードすることによって追加キャラクターを仲間にできたり、新システムの界賊船のパーツ一式等を入手できる。追加キャラクターの加入には本編クリア後のストーリーである「後日談」までゲームを進めることが最低条件。登場するキャラクターは基本的に、フェンリッヒがヴァルバトーゼのために行った新党の党員募集の振れ込みを聞いて応募してきたという形で参加してくる（一部例外有り）。
当初は2011年4月28日からの順次配信が予定されていたが、PlayStation Networkがハッキングされた問題によってSonyがサービス全面停止措置を行ったため、配信の開始が同年7月6日までずれ込んだ。
- 2011年7月6日 コンテンツ第1弾配信
  - キャラ 
    - アサギ - 日本一ソフトウェアのゲームに登場する、次回作の主人公になりたくてもなれない状況が続いているキャラクター（この配信キャラクターの使用には後日談のあるストーリーをクリアする必要がある）。本来は無料配信であるが、期間限定で有料配信とし、収益を東日本大震災の被災者支援として寄付するようにしている[7]。
    - アデル - 『魔界戦記ディスガイア2』の主人公。
    - ロザリンド - 『魔界戦記ディスガイア2』のヒロイン。

  - マップ「ホルルト村」 - オリジナルマップ作成で使えるマップ。『魔界戦記ディスガイア2』に登場した村。
  - 界賊船「ラハールカイザーV」 - 『魔界戦記ディスガイア』の主人公ラハールを模したロボット。
  - 武器「トロの槍」 - ゲーム『どこでもいっしょ』に登場するトロからのプレゼント。無料配信。
  - 第1弾カスタムテーマ - 漫画版『魔界戦記ディスガイア2』作者のへかとんによるイラストをモチーフとしたもの。無料配信。
- 2011年7月14日 コンテンツ第2弾配信
  - キャラ 
    - 魔王プリエ - 『ラ・ピュセル 光の聖女伝説』の主人公。本作では魔物キャラに分類される。
    - マオ - 『魔界戦記ディスガイア3』の主人公。
    - ピンク - アクターレを慕う魔物で、本作の序盤に登場していたキャラクター。仲間にすると汎用魔物キャラ「邪猫族」が作成可能となる。

  - マップ「凶室」 - オリジナルマップ作成で使えるマップ。『魔界戦記ディスガイア3』に登場した部屋。
  - 界賊船「ゲッターマオ」 - 『魔界戦記ディスガイア3』の主人公マオを模したロボット。
  - 武器「クロの斧」 - ゲーム『どこでもいっしょ』に登場するクロからのプレゼント。無料配信。
  - 第2弾カスタムテーマ - 魔王プリエとマオのイラストをモチーフとしたもの。A-10による描き下ろしイラスト。無料配信。
- 2011年7月21日 コンテンツ第3弾配信
  - システム「勝ち抜き界賊バトル」 - ネット上にアップロードされたユーザーオリジナル界賊団同士による勝ち抜きバトルシステム。ここで10連勝するか5000CPを稼ぐと、議会にキャラ「プレネールさん」を仲間にするための議題が追加される。
  - キャラ
    - プレネール - 原田たけひとの公式サイト「原田屋」の看板娘。「勝ち抜き界賊バトル」での条件達成による特典。
    - 主役Ｂ - 『魔界戦記ディスガイア2 PORTABLE』で登場したキャラクター。仲間にすると汎用キャラ「天使兵」が作成可能となる。
    - ニジレッド - ディスガイアシリーズに登場する戦隊キャラ。仲間にすると汎用キャラ「ニジレンジャー」が作成可能となる。

  - マップ「宇宙戦艦ガルガンチュワ」 - オリジナルマップ作成で使えるマップ。
  - 界賊船「宇宙戦艦ガルガンチュワ」
  - 武器「トロの弓」 - ゲーム『どこでもいっしょ』に登場するトロからのプレゼント。無料配信。
  - 第3弾カスタムテーマ - ニジレンジャーのイラストをモチーフとしたもの。藤沢真行による描き下ろしイラスト。無料配信。
- 2011年7月28日 コンテンツ第4弾配信
  - キャラ
    - 狂子＆明日禍 - 『魔界戦記ディスガイア3』に登場した、同作ヒロインのラズベリルを慕う忍者と侍の少女。2人を仲間にすることで汎用キャラ「忍者（女）」を作成可能になる。
    - ギグ - 『ソウルクレイドル 世界を喰らう者』にて「破壊神」などと呼ばれ恐れられていたキャラクター。本作では魔物キャラに分類される。

  - マップ「神の住まい」 - オリジナルマップ作成で使えるマップ。『ソウルクレイドル 世界を喰らう者』に登場したマップ。
  - 界賊船「世界を喰らう者」 - 『ソウルクレイドル 世界を喰らう者』に登場した巨人「フィーヌ」を模したもの。
  - 武器「トロの拳」 - ゲーム『どこでもいっしょ』に登場するトロからのプレゼント。無料配信。
  - 第4弾カスタムテーマ - ギグのイラストをモチーフとしたもの。『ソウルクレイドル 世界を喰らう者』のキャラクターデザイナー、toi8による描き下ろしイラスト。無料配信。
- 2011年8月31日 コンテンツ第5弾配信
  - シナリオ「暴君ヴァルバトーゼ編」 - 本編から約400年前、フェンリッヒがヴァルバトーゼと初めて出会い執事になるまでの話が語られる。全4話。全てクリアするとキャラ「暴君ヴァルバトーゼ」が使用可能となる（現在のヴァルバトーゼとは別キャラクターとして登場）。
  - キャラ
    - 暴君ヴァルバトーゼ - 力を失う前の全盛期の頃の主人公。シナリオ「暴君ヴァルバトーゼ編」のクリア特典。
    - 日本一ちゃん - 『超次元ゲイム ネプテューヌmk2』に登場する、日本一ソフトウェアを擬人化したキャラクター。
    - プラム - 『ファントム・キングダム』に登場する魔王にして予言者。

  - マップ「ゼタの魔王城」 - オリジナルマップ作成で使えるマップ。『ファントム・キングダム』の拠点をモチーフとしたマップ。
  - 界賊船「ローゼンガルデン」 - 巨大な戦車。
  - 武器「クロの杖」 - ゲーム『どこでもいっしょ』に登場するクロからのプレゼント。無料配信。
  - 第5弾カスタムテーマ - 日本一ちゃんとプラムのイラストをモチーフとしたもの。『超次元ゲイム ネプテューヌmk2』のキャラクターデザイナー、つなこによる描き下ろしイラスト。無料配信。
- 2011年9月29日 / 2011年10月18日 コンテンツ第6弾配信
  - システム「界賊トライアル」 - ユーザーオリジナル界賊を利用していくつかの種目に挑戦できる。どれかの種目で10階層以上クリアするとキャラクター「ペタ」を仲間にするための議題が追加される。
  - キャラ
    - ペタ - 『ファントム・キングダム ポータブル』に登場する魔王ゼタの娘。「界賊トライアル」の達成特典。
    - 衛生兵（汎用キャラ） - 性別は女。デザインはいとうのいぢ。
    - 死霊魔術師（汎用キャラ） - 性別は女。デザインは黒星紅白。

  - マップ「ラハールの魔王城」 - オリジナルマップ作成で使えるマップ。『魔界戦記ディスガイア』の拠点をモチーフとしたマップ。
  - 界賊船「宇宙戦艦『イワシ』(※)」 - プリニーたちがヴァルバトーゼのために作った船。 (※)通常の漢字「鰯」ではなく、「魚」編に「強」と書く。
  - 武器「クロの銃」 - ゲーム『どこでもいっしょ』に登場するクロからのプレゼント。無料配信。
  - 第6弾カスタムテーマ - 衛生兵（汎用キャラ）のイラストをモチーフとしたもの。同キャラクターをデザインしたいとうのいぢによる描き下ろしイラスト。無料配信。
- 2011年10月27日 コンテンツ第7弾配信
  - シナリオ「フーカ＆デスコ編」 - 本編終了後のフーカとデスコの物語。特典付きのアベンドソフトや本編との統合版ソフトも同時発売。全4話。2話以降のシナリオを順にクリアしていくと、クリア特典としてキャラ「ハゴス」「ネモ」「デスゼット」が順に使用可能となる。
  - キャラ
    - ハゴス - エミーゼルの実父。シナリオ「フーカ＆デスコ編」のクリア特典その1。
    - ネモ - 本編の黒幕。シナリオ「フーカ＆デスコ編」のクリア特典その2。
    - デスゼット - デスコの姉妹。シナリオ「フーカ＆デスコ編」のクリア特典その3。
    - マローネ - 『ファントム・ブレイブ』の主人公の1人。
    - アッシュ - 『ファントム・ブレイブ』の主人公の1人。

  - マップ「おばけ島」 - オリジナルマップ作成で使えるマップ。『ファントム・ブレイブ』の拠点をモチーフとしたマップ。
  - 界賊船「ボトルシップ」 - 『ファントム・ブレイブ』に登場する乗り物。
  - 武器「トロの剣」 - ゲーム『どこでもいっしょ』に登場するトロからのプレゼント。無料配信。
  - 第7弾カスタムテーマ - 『ファントム・ブレイブ』のイラストをモチーフとしたもの。原田たけひとによる描き下ろしイラスト。無料配信。
- 2011年12月15日 コンテンツ第8弾配信
  - システム「魔界オールスターズバトル」 - ユーザーが育てたキャラクター1体と、他ユーザーがアップロードしたキャラクターの一覧から選択した9体の計10体のキャラクターで進める武闘会。選択した他ユーザーキャラも全てプレイヤーが操作可能。全20戦（5戦ごとに一区切り）。最後まで勝ち抜くとキャラ「クリチェフスコイ」が使用可能になる。
  - キャラ
    - クリチェフスコイ - 『魔界戦記ディスガイア』の主人公ラハールの実父である、同作の魔界の元魔王。ディスガイアシリーズ初登場で、全盛期の頃の若き日の姿で登場する。システム「魔界オールスターズバトル」のクリア特典。
    - 一文字ピロ彦 - 『絶対ヒーロー改造計画』に登場する“絶対勝利マケレンノジャー”の中の人。

  - マップ「ヒーロー訓練施設」 - オリジナルマップ作成で使えるマップ。『絶対ヒーロー改造計画』の拠点をモチーフとしたマップ。
  - 界賊船「ヴァルヴォルガ」 - 『ファントム・キングダム ポータブル』に登場する魔王ヴァルヴォルガをモチーフとした界賊船。
  - バトル「超魔王バール」 - ディスガイアシリーズの超魔王バールと戦えるシナリオ。
  - 第8弾カスタムテーマ - 第1弾から第8弾までのDLCで配信されたキャラクター全員の集合イラストをモチーフとしたもの。原田たけひとによる描き下ろしイラスト。無料配信。

## 『魔界戦記ディスガイア4 Return』での変更点
上記「ダウンロードコンテンツ」が全て同梱されているほか、PS3版と比べて以下の変更点が挙げられる。
- 戦闘で入手できる経験値やお金の割合、敵レベルを自由に変更できる「チート屋」の導入。なお、この機能は『ディスガイア D2』からの逆輸入である。
- 本編のマップにおけるギブアップ（ソフトリセット）に、戦闘開始直後に戻る「リトライ」と、マップ選択前に戻る「マップ選択に戻る」が追加。
- マップエディットの部品、BGM屋、キャラクターの色替え屋の価格の大幅な低下。
- 「修羅の国」へ行くための条件の大幅な緩和。
- 各種攻撃魔法に最上位の6段階目魔法（ペタ魔法）が追加。
- 斧武器「肉球スティック」のイノセント「ねこばば屋」のアイテム強奪率上昇。

以下はPC版での仕様変更
- 「ねこばば屋」のアイテム強奪率下方。
- オンライン要素は後日実装予定とされているが、2021年2月現在実装アナウンスはなく、事実上廃止。

## 関連書籍

### 攻略本
- 電撃プレイステーション編集部『魔界戦記ディスガイア4 ザ・コンプリートガイド』アスキー・メディアワークス（2011年4月20日）351p、ISBN 978-4048703543
- 電撃プレイステーション編集部 最終版『魔界戦記ディスガイア4 ザ・コンプリートガイド』全DLC対応 アスキー・メディアワークス（2012年1月21日）ISBN 978-4048861892

### 小説
- ファミ通文庫 神代創 魔界戦記ディスガイア4 POWER OF IWASHI （2011年3月30日）315p、ISBN 978-4047271388
- 桜ノ杜ぶんこ 衆堂ジョオ 魔界戦記ディスガイア 〜魔王だらけの時空迷子〜（2014年11月5日)315p、ISBN 978-4-8919-9291-0
- 桜ノ杜ぶんこ 衆堂ジョオ 魔界戦記ディスガイア 〜史上最凶の四面楚歌〜（2015年6月5日）265p、ISBN 978-4-8919-9326-9

### 漫画
『電撃「マ）王』2011年4月号より連載開始。作画はディスガイアシリーズの小説版の挿絵を手掛ける超肉。
- 2013年3月27日初版発行、ISBN 978-4-04-891449-9